# Mestaruussarja 1985
La Mestaruussarja 1985 fu la settantaseiesima edizione della massima serie del campionato finlandese di calcio, la cinquantacinquesima come Mestaruussarja. Il campionato, con il formato a doppia fase, venne vinto dall'HJK.

## Squadre partecipanti
| Club    | Città       | Stagione 1984               |
| ------- | ----------- | --------------------------- |
| Haka    | Valkeakoski | 4º posto in Mestaruussarja  |
| HJK     | Helsinki    | 5º posto in Mestaruussarja  |
| Ilves   | Tampere     | 3º posto in Mestaruussarja  |
| KePS    | Kemi        | 7º posto in Mestaruussarja  |
| Koparit | Kuopio      | 10º posto in Mestaruussarja |
| KPV     | Kokkola     | 11º posto in Mestaruussarja |
| KuPS    | Kuopio      | 8º posto in Mestaruussarja  |
| Kuusysi | Lahti       | Campione di Finlandia       |
| OTP     | Oulu        | 1º posto in I divisioona    |
| PPT     | Pori        | 9º posto in Mestaruussarja  |
| RoPS    | Rovaniemi   | 6º posto in Mestaruussarja  |
| TPS     | Turku       | 2º posto in Mestaruussarja  |

## Classifica finale
|  | Pos. | Squadra | Pt | G  | V  | N | P  | GF | GS | DR  |
|  | ---- | ------- | -- | -- | -- | - | -- | -- | -- | --- |
|  | 1.   | TPS     | 29 | 22 | 13 | 3 | 6  | 45 | 22 | +23 |
|  | 2.   | HJK     | 28 | 22 | 11 | 6 | 5  | 41 | 23 | +18 |
|  | 3.   | KePS    | 28 | 22 | 11 | 6 | 5  | 31 | 18 | +13 |
|  | 4.   | Ilves   | 27 | 22 | 11 | 5 | 6  | 39 | 23 | +16 |
|  | 5.   | Kuusysi | 27 | 22 | 13 | 1 | 8  | 47 | 35 | +12 |
|  | 6.   | KuPS    | 25 | 22 | 10 | 5 | 7  | 42 | 27 | +15 |
|  | 7.   | RoPS    | 22 | 22 | 9  | 4 | 9  | 30 | 30 | 0   |
|  | 8.   | Haka    | 19 | 22 | 8  | 3 | 11 | 32 | 36 | -4  |
|  | 9.   | PPT     | 19 | 22 | 7  | 5 | 10 | 27 | 41 | -14 |
|  | 10.  | OTP     | 14 | 22 | 7  | 0 | 15 | 23 | 49 | -26 |
|  | 11.  | Koparit | 14 | 22 | 5  | 4 | 13 | 19 | 38 | -19 |
|  | 12.  | KPV     | 12 | 22 | 5  | 2 | 15 | 18 | 52 | -34 |

Legenda:
      Ammesse alla fase per il titolo
      Vincitore della Suomen Cup 1985 e ammessa in Coppa delle Coppe 1986-1987
 Ammessa allo spareggio promozione-retrocessione
      Retrocessa in I divisioona
Note:
Due punti a vittoria, uno a pareggio, zero a sconfitta.

## Fase finale per il titolo

### Spareggio per il quarto posto
|       | Risultati            |         | Luogo e data |
| ----- | -------------------- | ------- | ------------ |
| Ilves | 3-3 (dts) (rig: 6-5) | Kuusysi |              |
|       |                      |         |              |

### Semifinali
|       | Risultati |       | Luogo e data |
| ----- | --------- | ----- | ------------ |
| Ilves | 3-1       | TPS   |              |
| TPS   | 1-1       | Ilves |              |
|       |           |       |              |
| KePS  | 3-2       | HJK   |              |
| HJK   | 1-0 (gfc) | KePS  |              |
|       |           |       |              |

### Finale per il terzo posto
|      | Risultati |      | Luogo e data |
| ---- | --------- | ---- | ------------ |
| TPS  | 1-0       | KePS |              |
| KePS | 1-0       | TPS  |              |
| KePS | 5-4       | TPS  |              |
|      |           |      |              |

### Finale
La finale venne vinta dall'HJK, che divenne campione di Finlandia e venne ammesso alla Coppa dei Campioni 1986-1987. L'Ilves, che perse la finale, venne ammesso alla Coppa UEFA 1986-1987.
|       | Risultati |       | Luogo e data |
| ----- | --------- | ----- | ------------ |
| Ilves | 1-0       | HJK   |              |
| HJK   | 4-1       | Ilves |              |
|       |           |       |              |

## Spareggi

### Spareggio per il decimo posto
|     | Risultati |         | Luogo e data |
| --- | --------- | ------- | ------------ |
| OTP | 3-1       | Koparit |              |
|     |           |         |              |

### Spareggio promozione/retrocessione
Lo spareggio promozione/retrocessione venne disputato dall'undicesima classificata in Mestaruussarja (il Koparit) e la seconda classificata in I divisioona (il Reipas Lahti). La vincente era ammessa alla Mestaruussarja 1986, mentre la perdente veniva ammessa alla I divisioona 1986.
|              | Risultati |              | Luogo e data |
| ------------ | --------- | ------------ | ------------ |
| Reipas Lahti | 0-1       | Koparit      |              |
| Koparit      | 2-2       | Reipas Lahti |              |
|              |           |              |              |